# Центральный генератор упорядоченной активности
Центральный генератор упорядоченной активности (ЦГУА) (англ. Central Pattern Generator) — вид биологических нейронных сетей (подразумевается, например, отдельная область в спинном мозге), отличительной особенностью которых является способность подавать ритмически упорядоченные моторные сигналы без обратной связи и без постоянного входного возбуждения.
ЦГУА подаёт сигналы, похожие на ритмично подаваемые осмысленные сигналы головного мозга, опорно-двигательному аппарату, причём имеет возможность подавать их даже в отсутствие обратной связи от конечностей и других частей тела с целевыми мышцами.
ЦГУА могут выполнять множество функций, например могут играть роль в воспроизведении сложных периодических движении, дыхании, жевании, генерации ритма и других колебательных функциях.

## Общая анатомия и физиология

### Внутренние свойства CPG-нейронов

Внутренние свойства нейронов CPG. Адаптировано по Мардеру и Бухеру(2001).

Нейроны CPG могут обладать различными внутренними свойствами мембраны (см. Схему). Некоторые нейроны запускают вспышки потенциалов действия либо эндогенно, либо в присутствии нейромодулирующих веществ. Другие нейроны являются бистабильными и генерируют потенциалы плато, которые могут запускаться деполяризующим импульсом тока и завершаться гиперполяризующим импульсом тока. Многие CPG-нейроны срабатывают после освобождения от торможения (постингибиторный отскок). Другой общей особенностью нейронов CPG является снижение частоты срабатывания при постоянной деполяризации (адаптация к частоте скачков).

## История изучения

Механизмы генерации ритма в центральных генераторах паттернов (ЦГП).

В 1911 году в ходе экспериментов Томаса Грэма Брауна было признано, что базовый "паттерн" шагания может быть воспроизведен спинным мозгом без необходимости нисходящих команд из коры.
Первое современное свидетельство центрального генератора паттернов было получено путем выделения нервной системы саранчи и демонстрации того, что она может производить ритмический сигнал в изоляции, это было обнаружено Уилсоном в 1961 году.  С тех пор появились доказательства наличия центральных генераторов паттернов у позвоночных животных, начиная с опытов над кошкой в 1960-х годах Эльжбеты Янковской, которая предоставила первое доказательство наличия центральных генераторов паттернов у позвоночных животных.